# Chinocimberis magnoculi
Chinocimberis magnoculi là một loài bọ cánh cứng trong họ Nemonychidae. Loài này được Liu, Ren, Tan miêu tả khoa học đầu tiên năm 2006.